# Colonia Pastoril
Colonia Pastoril es una localidad Argentina de la provincia de Formosa, dentro del departamento Formosa, ubicado a 71 kilómetros de la ciudad capital. Su nombre significa ''zona de pastizales'', por tratarse de una zona rural. Fue fundada por Don Baltar en el año 1927.

## Población
Cuenta con 933 habitantes (Indec, 2010), lo que representa un incremento del 15,5% frente a los 1529 habitantes (Indec, 2022) del censo anterior.
| Gráfica de evolución demográfica de Colonia Pastoril entre 1991 y 2010 |
|                                                                        |
| Fuente: Censos nacionales del INDEC                                    |

Fiesta patronal
Su patrono es San Juan Bautista, el cual lo celebran cada 23 y 24 de junio convocando a toda la población y a turistas atraídos por la devoción al Santo.
Los festejos comienzan el 23 por la tarde con distintas actividades organizadas por la comunidad, la Santa Misa y los juegos tradicionales: pelota tatá, palo enjabonado, el toro candil y el famoso cruce de brasas, a la media noche, por hombres y mujeres de auténtica fe.

## Enlaces Relacionados
- Coord.geográficas + imágenes NASA, Google

- Datos: Q8347986